# جو مارتينا
جو مارتينا (بالإنجليزية: Joe Martina)‏ هو لاعب كرة قاعدة أمريكي، ولد في 8 يوليو 1889 في نيو أورلينز في الولايات المتحدة، وتوفي بنفس المكان في 22 مارس 1962.

## وصلات خارجية
- جو مارتينا على موقعبيزبول رفرنس.كوم (الدوري الرئيسي) (الإنجليزية)
- جو مارتينا على موقعبيزبول رفرنس.كوم (الدوري الثانوي) (الإنجليزية)